# Erik Olof Wiklund (politiker)
Erik Olof Wiklund, född 15 januari 1885 i Ytterlännäs socken, död 3 februari 1962 i Öregrund, var en svensk ombudsman och socialdemokratisk riksdagspolitiker.
Wiklund var tjänsteman i statistiska centralbyrån 1919-1931 och senare verksam som ombudsman i sjukkasseförbundet. Han var ledamot av riksdagens första kammare mellan 19 november 1942 och 1945, invald i Stockholms stads valkrets. 
Gift med Margareta Erika Eriksson, född 31 december 1883 i Väddö död 21 april 1966.